# 은혜의 땅
《은혜의 땅》은 1988년 10월 8일부터 1989년 4월 16일까지 방영되었던 KBS 2TV 주말 드라마이다.

## 기획의도
평생을 가족지키기 위해서 급급해 온 달동네 가정의 정직한 삶의 모습의 작품

## 제작진
- 극본 : 윤혁민
- 연출 : 김연진

## 등장인물
- 신구
- 정영숙
- 주현
- 서승현
- 여운계
- 서우림
- 길용우
- 이미숙
- 이경진
- 양은미
- 이치우
- 권미혜
- 이형준
- 노영국
- 오진수
- 윤성국

## 참고사항
- 1988년 9월 11일에 순심이를 종영을 했다.
- 1988년 9월 17일에 KBS 2TV의 채널에서 토요일 오전 10시부터 24회 서울올림픽개회식을 방송이 되고 난 후로 광고 37개를 때려갔다. 은혜의 땅이라는 드라마가 취소되었다.
- KBS 영상자료실에는 전 회차 유실되어 현존하지 않고 있다.